# سرگئی سوکیاسیان
سرگئی گنریخی سوکیاسیان ( روسی: Серге́й Генрикович Сукасян؛ زادهٔ ۱۲ دسامبر ۱۹۸۹) بازیکن فوتبال در پست دروازه‌بان ارمنی‌تبار اهل روسیه است.

## باشگاهی
از باشگاه‌هایی که در آن بازی کرده‌است می‌توان به باشگاه فوتبال دینامو استاوروپول و باشگاه فوتبال چرنومورتس نووراسییسک اشاره کرد.